# Юдолл (Канзас)
Юдолл (англ. Udall) — місто (англ. city) в США, в окрузі Ковлі штату Канзас. Населення — 661 особа (2020).

## Географія
Юдолл розташований за координатами 37°23′23″ пн. ш. 97°7′0″ зх. д. / 37.38972° пн. ш. 97.11667° зх. д. (37.389641, -97.116596).  За даними Бюро перепису населення США в 2010 році місто мало площу 1,48 км², уся площа — суходіл.

## Демографія
Згідно з переписом 2010 року, у місті мешкало 746 осіб у 289 домогосподарствах у складі 203 родин. Густота населення становила 503 особи/км².  Було 319 помешкань (215/км²).
Расовий склад населення:
| - 94,8 % — білих - 2,0 % — корінних американців - 0,1 % — азіатів |

До двох чи більше рас належало 2,5 %. Частка іспаномовних становила 3,1 % від усіх жителів.
За віковим діапазоном населення розподілялося таким чином: 30,4 % — особи молодші 18 років, 57,1 % — особи у віці 18—64 років, 12,5 % — особи у віці 65 років та старші. Медіана віку мешканця становила 31,7 року. На 100 осіб жіночої статі у місті припадало 86,5 чоловіків;  на 100 жінок у віці від 18 років та старших — 89,4 чоловіків також старших 18 років.
Середній дохід на одне домашнє господарство  становив 50 647 доларів США (медіана — 45 852), а середній дохід на одну сім'ю — 62 168 доларів (медіана — 56 667). За межею бідності перебувало 17,4 % осіб, у тому числі 35,4 % дітей у віці до 18 років та 0,0 % осіб у віці 65 років та старших.
Цивільне працевлаштоване населення становило 338 осіб. Основні галузі зайнятості: виробництво — 22,8 %, освіта, охорона здоров'я та соціальна допомога — 20,7 %, будівництво — 11,2 %, транспорт — 9,2 %.